# یوکاری آی‌دره (هاناک)
یوکاری آی‌دره (به ترکی استانبولی: Yukarıaydere، به ارمنی: Ցուրմալ Վերին) یک منطقهٔ مسکونی در ترکیه است که در هاناک واقع شده‌است.